# Costarainera
Costarainera é uma comuna italiana da região da Ligúria, província de Impéria, com cerca de 724 habitantes. Estende-se por uma área de 2 km², tendo uma densidade populacional de 362 hab/km². Faz fronteira com Cipressa, San Lorenzo al Mare.

## Demografia
| Variação demográfica do município entre 1861 e 2011                               |
|                                                                                   |
| Fonte: Istituto Nazionale di Statistica (ISTAT) - Elaboração gráfica da Wikipedia |